# Республиканская партия (Камбоджа)
Республика́нская па́ртия (кхмер. គណបក្សសាធារណរដ្ឋ; фр. Parti républicain) — политическая партия в Камбодже (Кхмерской республике), существовавшая в период правления генерала Лон Нола 1970—1975 гг. Основана в июне 1972 года бывшим премьер-министром страны Сисоват Сирик Матаком. Находилась в оппозиции правящей Социально-республиканской партии Лон Нола. Прекратила свое существование с приходом к власти Красных Кхмеров в апреле 1975 года.

## История
Первоначально образовалась в 1971 году как «Независимая республиканская ассоциация», председателем которой стал Теп Кунна — ближайший соратник одного из главных организаторов переворота 1970 года — принца Сисоват Сирик Матака. Официально Республиканская партия (далее — РП) была образована 15 июня 1972 года, став одной из первых политических партий созданных после свержения Нородома Сианука.
Преобразование в политическую партию проходило в виду предстоящих парламентских выборов в Национальное собрание и Сенат, которые должны были пройти осенью того же года. Генеральным секретарем РП стал сам принц Сисоват Сирик Матак. Эмблемой партии стало изображение мужской и женской головы, что символизировало направленность на традиционные семейные ценности.
По сути РП являлась инструментом для продвижения личных интересов Сирик Матака, действуя как противовес силовому блоку другого лидера переворота — генерала Лон Нола, брат которого, Лон Нон, возглавлял Социально-республиканскую партию (СРП). В то время как последняя польщовалась поддержкой радикально настроенных студентов и (что немаловажно) военнослужащих ФАНК, республиканцы нашли поддержку в среде городской элиты, крупного бизнеса и ряда высокопоставленных офицеров. И хотя националистическая база республиканцев мало чем отличалась от аналогичной программы СРП, популистские высказывания Лон Нола поставили Сирик Матка и его партию в невыгодное положение. В итоге РП отказалась от участие в прошедших 3 сентября 1972 года выборах, сославшись на многочисленные нарушение в пользу СРП.
Политическая ситуация в стане продолжала накаляться, положение усугубилось 25 марта 1973 года, когда Теп Кунна было совершено покушение — неизвестные бросили гранату в его автомобиль. Инцидент вызвал широко распространенное мнение, что за покушением стоит сам Лон Нол и его «Республиканский батальон безопасности», находящийся под контролем западных спецслужб.
Подобное развитие событий не устраивало США, которые хотели видеть в Пномпене более широкую коалицию камбоджийских правых. Под их давлением Лон Нон подает в отставку и покидает страну. В это же время был сформирован «Высший политический совет» — де-факто коалиционное правительство, куда вошли Сирик Матак, Лон Нол, Ченг Хенг и Ин Там. Делегаты РП были приглашены туда лишь в качестве наблюдателей, они не имели права голоса в Ассамблее и требовали ее роспуска.
Несмотря на образование «Высшего политического совета», республиканцам так и не удалось ослабить господство СРП вплоть до падения режима Лон Нола и победы красных кхмеров в апреле 1975 года.